# Wapen van Hoogheemraadschap van de Uitwaterende Sluizen in Kennemerland en West-Friesland

Het wapen van het hoogheemraadschap

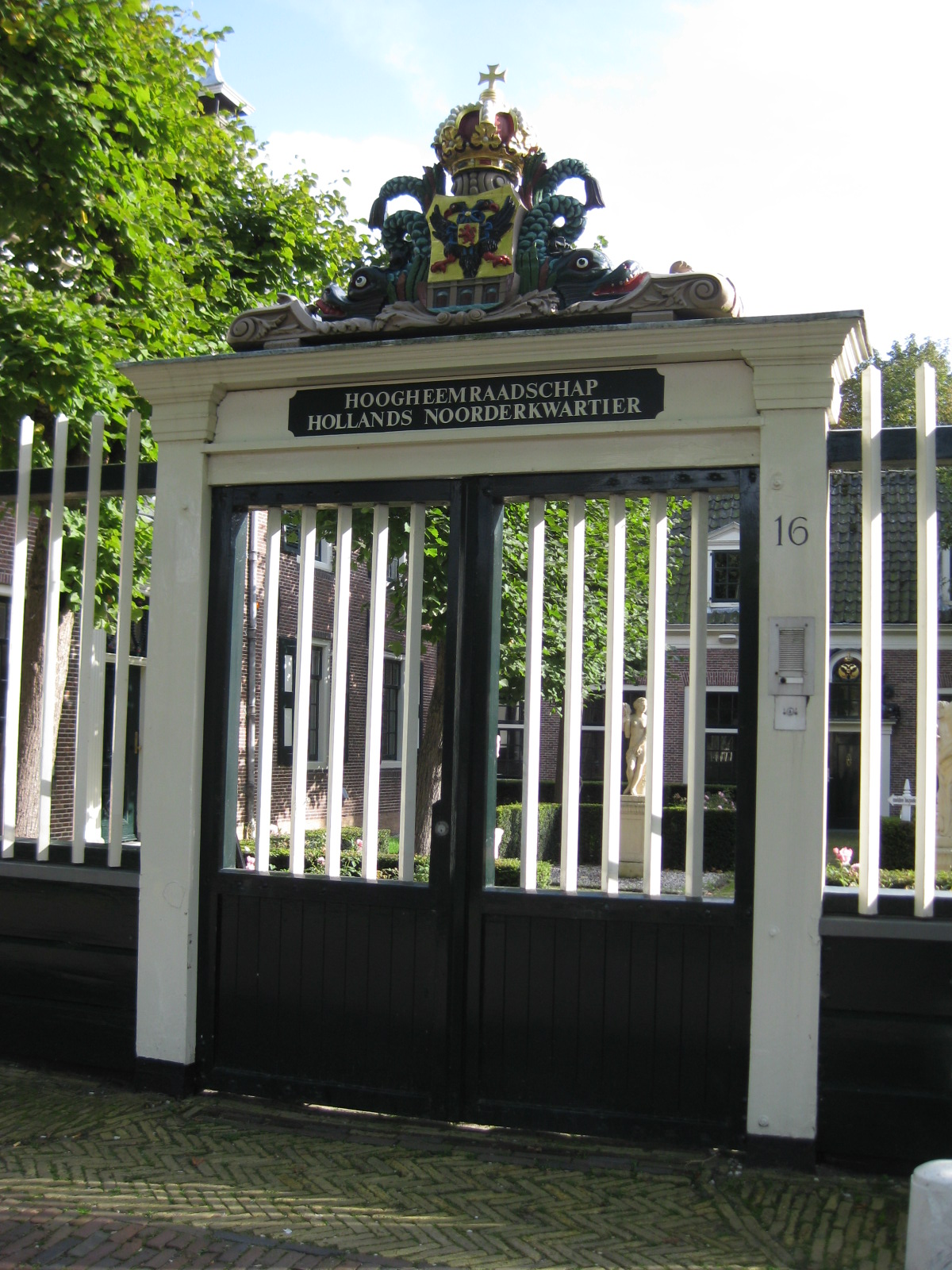
Het wapen als bekroning van het 18e-eeuwse toegangshek van het gemeenlandshuis in Edam in 2011.

Het wapen van het Hoogheemraadschap van de Uitwaterende Sluizen in Kennemerland en West-Friesland werd op 9 juni 1931 per Koninklijk Besluit bevestigd in gebruik bij het Hoogheemraadschap van de Uitwaterende Sluizen in Kennemerland en West-Friesland. Na fusie met het Hoogheemraadschap Noordhollands Noorderkwartier tot het Hoogheemraadschap van Uitwaterende Sluizen in Hollands Noorderkwartier werden elementen uit het wapen gebruikt in het nieuwe wapen.

## Blazoenering
De blazoenering van het wapen luidde als volgt:
In goud een dubbele adelaar van sabel, gebekt, getongd en gepoot van keel, iedere kop omgeven met een aureool van goud, op de borst dragende het wapen van Holland (in goud een leeuw van keel, getongd en genageld van azuur), gedekt met een gouden Gravenkroon van drie bladeren en twee paarlen en een uit de schildvoet oprijzende, gemetselde muur, in het midden onderbroken door twee groote, in bedwang gehouden sluisdeuren, en aan weerszijden voorzien van boogvormige openingen waarin eveneens sluisdeuren zijn aangebracht, alles van natuurlijke kleur. Het schild gedekt met een gouden, met azuur gevoerde, Keizerskroon.
Het schild is goud van kleur met daarop een zwarte dubbelkoppige adelaar. De snavel, tong en poten van de adelaar zijn rood. Om de twee hoofden een gouden aureool. De dubbelkoppige adelaar fungeert ook als schildhouder voor een hartschild met daarop de Hollandse Leeuw. De Hollandse Leeuw is een rode leeuw met blauwe nagels en tong op een gouden veld. Op dit schild staat een gravenkroon. De schildvoet is blauw van kleur met daarop staande een bruine muur met in het midden twee grote sluisdeuren met aan weerszijden twee gebogen sluisdeuren. Het wapen is gedekt door een gouden keizerskroon met blauwe voering.

## Symboliek
Het wapen is gebaseerd op het wapen van Hoogheemraadschap van Rijnland. De beide wapens tonen het wapen van het graafschap Holland, een dubbelkoppige adelaar en een keizerskroon. Die laatste twee zijn bij dit waterschap een verwijzing naar keizer Karel V, die door het hoogheemraadschap als zijn stichter werd gezien. Verschillende andere waterschappen tonen alleen de dubbelkoppige adelaar als schildhouder en daarop het wapenschild dat nu dienstdoet als hartschild. Het wapen van Uitwaterende Sluizen in Kennemerland en West-Friesland toont echter ook een sprekend deel: drie sluisdeuren in een muur.

## Oudste voorkomens

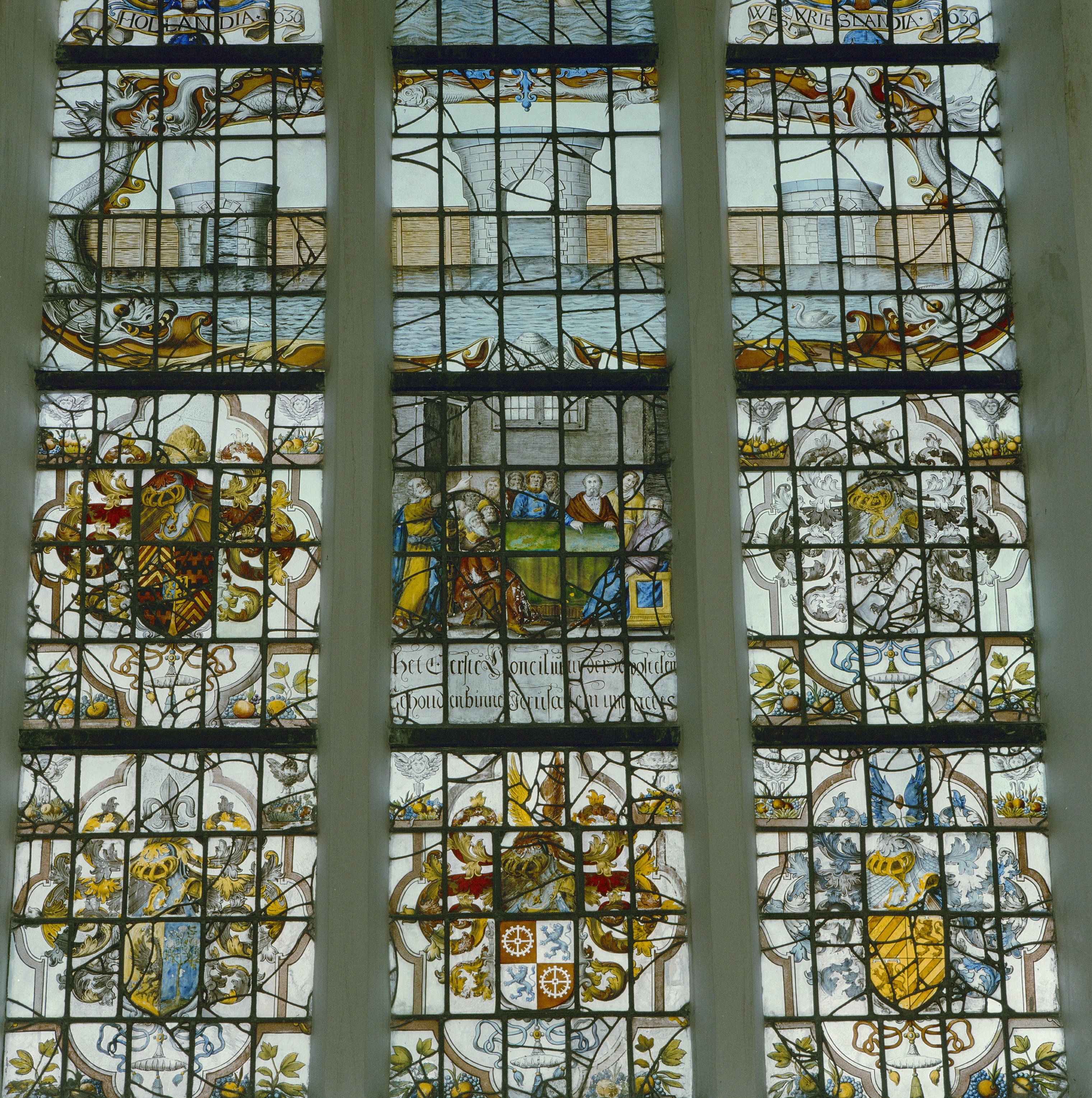
Gebrandschilderd raam in de kerk van Schermerhorn, met de drie als torens vormgegeven sluizen.

De vermoedelijk oudste nog bestaande uitvoering van het wapen vindt men in een gebrandschilderd raam van Grote Kerk van De Rijp, dat in 1656 door het hoogheemraadschap werd geschonken. Hierop zijn drie openstaande sluizen, zonder deuren, te zien, met daarboven de dubbelkoppige adelaar met wapen van Holland. De keizerskroon is wel afgebeeld, maar zeer klein. In de kerk van Schermerhorn bevindt zich een ouder, eveneens door het hoogheemraadschap geschonken raam (1636). Hierop zijn drie als torens vormgegeven sluizen te zien, maar niet de adelaar en keizerskroon. Op de waterschapskaart van 1680 staat een rond wapen afgebeeld, met adelaar en hartschild, drie sluisdeuren waarvan de middelste openstaat, en het wapen gedekt met de keizerskroon. De wapens die de toegangshekken bekronen van het gemeenlandshuis in Edam, dateren uit de tweede helft van de 18e eeuw en hebben min of meer de moderne vorm (zij het dat de middelste sluis even groot is als de twee aan weerszijden geplaatste sluisdeuren).

## Vergelijkbare wapens

wapen van Hoogheemraadschap van Rijnland
Het wapen van Hoogheemraadschap van Schieland
Wapen van Hoogheemraadschap van Schieland en de Krimpenerwaard
Wapen van Hoogheemraadschap Amstel, Gooi en Vecht
Het wapen van Amstel en Vecht
Het wapen van het Hoogheemraadschap van Uitwaterende Sluizen in Hollands Noorderkwartier
Het wapen van het graafschap Holland
Het wapen van Zuid-Holland
Het wapen van Noord-Holland